# Chilabothrus inornatus
Chilabothrus inornatus is een reuzenslang uit het geslacht Chilabothrus.

## Naam en indeling
De wetenschappelijke naam van de soort werd voor het eerst voorgesteld door Reinhardt in 1843. Oorspronkelijk werd de wetenschappelijke naam Boa inornata gebruikt.
De slang werd eerder aan andere geslachten toegekend, zoals Boa, Epicrates en het niet langer erkende geslacht Piesigaster.

## Verspreiding en habitat
Chilabothrus inornatus leeft in delen van het Caraïbisch Gebied en komt endemisch voor in het karstgebied van Puerto Rico.
De habitat bestaat uit vochtige tropische en subtropische laaglandbossen, draslanden en grottenstelsels. Ook in door de mens aangepaste streken zoals landelijke tuinen en meer stedelijk gebieden kan de slang worden aangetroffen.

## Beschermingsstatus
Door de internationale natuurbeschermingsorganisatie IUCN is de beschermingsstatus 'veilig' (Least Concern of LC) toegewezen.

## Levenswijze
De slang leeft voornamelijk van kleine knaagdieren zoals muizen en ratten maar een deel van het menu bestaat uit vleermuizen, wat ongebruikelijk is voor slangen. De exemplaren die bij grotten leven maken de vliegende zoogdieren buit door bij de grotingang naar beneden te hangen en ze dan met de bek uit de lucht te plukken waarna ze worden gedood door verwurging.